# Mastigoniscus concavus
Mastigoniscus concavus is een pissebed uit de familie Haploniscidae. De wetenschappelijke naam van de soort is voor het eerst geldig gepubliceerd in 1972 door Menzies & George.